# Zhang Ruonan
Zhang Ruonan (en chinois : 章若楠, née le 14 novembre 1996) est une actrice chinoise. Elle est connue pour ses rôles dans les films Cry Me a Sad River (2018), My Love (2021) et Love Life Light (2023). Elle tient également un rôle principal dans la série télévisée The First Frost (2025).

## Jeunesse
Zhang est née à Wenzhou, dans la province de Zhejiang. Elle effectue ses études primaires à Shijiazhuang, où ses parents travaillaient[réf. nécessaire].
En 2015, Zhang entre à l'université de Hangzhou. Partageant fréquemment des photos d'elle sur Weibo, elle est encouragée par une camarade de classe à participer à un concours de beauté sur le campus. Après avoir soumis une photo, elle se classe parmi les 30 finalistes, ce qui lui ouvre des opportunités dans le mannequinat.

## Carrière
En 2017, Zhang reçoit un message privé du compte officiel Weibo du film anti-violence scolaire de Guo Jingming Cry Me a Sad River, message l'invitant à jouer dans le projet. Zhang se montre initialement réticente à accepter le rôle. Constatant sa réponse tardive, l'équipe de production la contacte par l'intermédiaire d'amis communs. Elle finit par accepter de rejoindre le film, dans lequel elle incarne la sœur jumelle de Gu Senxi, Gu Senxiang, un personnage tendre et gentil qui trouve tragiquement la mort des suites du harcèlement d'un voyou engagé par Tang Xiaomi. Le film, sorti dans tout le pays le 21 septembre 2018, marque les débuts de Zhang en tant que rôle principal.
Toujours en 2018, elle fait ses débuts au petit écran dans le drame romantique Everyone Wants to Meet You, produit par Zhao Wei.
En 2020, le public la retrouve dans le drame émotionnel urbain Everyone Wants to Meet You sur IQiyi. Dans cette série, Zhang joue le rôle de la lumineuse Luo Xi, qui vient en aide à Zhang Huan, un homme obsédé par sa carrière, à soulager ses maux de tête.
La même année, Zhang apparaît dans la comédie romantique Love Is All, diffusée sur Youku. Elle y interprète Tan Lingyin, une écrivaine de contes enjouée et fonctionnaire du gouvernement du comté. Zhang participe au court-métrage « College Entrance Examination 2020 », diffusé lors de l'émission de Hunan Télévision « 2020 National Day Gift · Hunan Satellite TV Blue Moon Mid-Autumn Festival Night ». Dans ce film, elle incarne une lycéenne qui s'efforce de réaliser ses rêves.
Le 4 décembre, le film de fantasy urbaine The End of Endless Love sort partout en Chine. Zhang y interprète Ji Ze, une chanteuse de musique folklorique atteinte de dépression. Le film dépasse les 200 millions de yuans au box-office au cinquième jour de diffusion,,. Zhang et Wei Daxun interprètent la chanson du film « Diary of Love » lors de l' émission Pinduoduo 12.12 Super Fighting Night de Hunan Télévision.
En 2021, la série dramatique The Glory of Youth, traitant le sujet de l'armée, a été diffusé conjointement sur Zhejiang Satellite TV et Jiangsu Satellite TV. Zhang y interprète Liang Nuo, le camarade de classe de Xia Zhuo. La même année sort le film jeunesse My Love, avec Xu Guanghan. Zhang y incarne You Yongci, un personnage vivant un sentiment d'insécurité due à une famille brisée. Toujours en 2021, elle joue la fille de Li Dazhao, Li Xinghua, dans le film historique révolutionnaire The Pioneer de Xu Zhanxiong,. Le 18 août de la même année, le drame jeunesse féminin Be Yourself fait sa première, avec Zhang dans le rôle de Huangfu Shumin, une fille atteinte du « syndrome de la princesse » élevée dans un environnement très protégé. On la retrouve également en 2021 dans le drame émotionnel urbain Psychologist, diffusé sur Youku.
En 2022, Zhang participe à l'émission de téléréalité de camping en plein air Let's Camp Together, produite conjointement par iQiyi, Caviar et Jiangsu Satellite TV, et coproduite par iQIYI Encore Studio. La même année, le drame historique Defying the Storm, avec Hu Yitian et Wang Jinsong, est diffusé sur Hunan Télévision. Dans cette série, l'actrice incarne Meng Haitang, un personnage né dans une famille érudite,. Le 12 août, elle particip à la huitième saison de l'émission de téléréalité de célébrités Chinese Restaurant, diffusée sur Hunan Télévision.
En 2023, elle apparaît au casting du film romantique jeunesse All These Years. La même année, elle tient le rôle principal dans les comédies romantiques My Boss. et Too Beautiful to Lie,,,. La série télévisée A Date with the Future, avec Zhang et William Chan, est diffusée sur Jiangsu Satellite TV.
En 2025, Zhang tient le rôle principal de la série The First Frost aux côtés de Bai Jingting, une adaptation du roman romantique de Zhu Yi. Avant même sa sortie, la série reçoit plus de 8 millions de réservations grâce à son premier aperçu dans la liste des C-dramas romantiques à paraître sur Youku, et est classée 1ère dans la « Top 5 Popularity List »,. Elle a établi un record de popularité sur Youku dans les 2 jours suivant sa sortie et entre dans le « Top 3 des séries » sur Netflix dès la première semaine.

## Activités engagées
En mai 2019, Zhang participe au « Youth Season Entering Campus », une suite d'activités organisée par China Movie Report. Elle visite l'Université agronomique de Chine, où elle se renseigne sur les efforts de protection de l'environnement déployés par les enseignants et les étudiants, et plaide en faveur de la protection de l'environnement aux côtés des étudiants. En juin, Zhang soutient l'initiative de bien-être public « Yi Hu Bai Xing », qui travaille à sensibiliser à la santé respiratoire et au sort des patients atteints de pneumoconiose.

## Filmographie

### Film
| Année | Titre anglais           | Titre chinois  | Rôle           | Notes     | Ref.   |
| ----- | ----------------------- | -------------- | -------------- | --------- | ------ |
| 2018  | Cry Me a Sad River      | 悲伤逆流成河   | Gu Senxiang    |           | [ 36 ] |
| 2020  | The End of Endless Love | 如果声音不记得 | Ji Ze          |           | [ 37 ] |
| 2021  | My Love                 | 你的婚礼       | You Yongci     |           | [ 38 ] |
| 2021  | The Pioneer             | 革命者         | Li Xinghua     |           |        |
| 2023  | All These Years         | 这么多年       | Ling Xiangqian |           |        |
| 2023  | My Youth and I          | 我和我的青春   | Xu Xin         | Web movie |        |
| 2023  | Too Beautiful To Lie    | 请别相信她     | Bai Na         |           | [ 39 ] |
| 2023  | Love Life Light         | 照明商店       | Xu Nian        |           |        |

| Année | Titre anglais                           | Titre chinois  | Rôle           | Notes   | Ref.   |
| ----- | --------------------------------------- | -------------- | -------------- | ------- | ------ |
| 2020  | Everyone Wants to Meet You              | 谁都渴望遇见你 | Luo Xi         |         | [ 3 ]  |
| 2020  | Love is All                             | 师爷请自重     | Tang Lingyin   |         | [ 40 ] |
| 2021  | The Glory of Youth                      | 号手就位       | Liang Nuo      |         | [ 41 ] |
| 2021  | Be Yourself                             | 机智的上半场   | Huangfu Shumin |         |        |
| 2021  | Psychologist                            | 女心理师       | You Na         | Invitée |        |
| 2022  | Defying the Storm                       | 凭栏一片风云起 | Meng Haitang   |         |        |
| 2023  | A Date with the Future                  | 照亮你         | Xu Lai         |         | [ 42 ] |
| 2023  | Love is Panacea                         | 治愈系恋人     | Su Weian       |         | [ 43 ] |
| 2024  | My Boss                                 | 你也有今天     | Cheng Yao      |         | [ 44 ] |
| 2024  | Born to be the One                      | 凡人歌         | Li Xiaoyue     |         | [ 45 ] |
| 2025  | The First Frost                         | 难哄           | Wen Yifan      |         | [ 46 ] |
| TBA   | Fox Spirit Matchmaker: Love in Pavilion | 淮水竹亭       | Yang Yan       |         | [ 47 ] |
| TBA   | Zhan Zhao Adventures                    | 雨霖铃         | Huo Linglong   |         | [ 48 ] |

## Discographie

### Apparitions dans des bandes originales
| Année | Titre        | Album                              | Artiste                      | Réf.   |
| ----- | ------------ | ---------------------------------- | ---------------------------- | ------ |
| 2025  | "Everything" | Bande originale de The First Frost | Zhang Ruonan et Zhang Miaoyi | [ 49 ] |

### Apparitions dans des clips vidéo
| Année | Titre                     | Artiste | Chaîne     |
| ----- | ------------------------- | ------- | ---------- |
| 2025  | "Willful" The First Frost | Mayday  | B'in Music |

## Prix et nominations
| Year | Award                             | Category                              | Nominated work         | Result   | Ref.   |
| ---- | --------------------------------- | ------------------------------------- | ---------------------- | -------- | ------ |
| 2019 | 2019 iFeng Fashion Choice Awards  | Fashion Youth Trend Award             |                        | Lauréate | [ 50 ] |
| 2020 | 28th Life Style Gala              | Most Promising Artist                 |                        | Lauréate | [ 51 ] |
| 2021 | 2021 Weibo Movie Night            | Promising Performer of the Year       |                        | Lauréate | [ 52 ] |
| 2023 | 2023 Tencent Video All Star Night | Promising Drama Performer of the Year | A Date with the Future | Lauréate | [ 53 ] |